# Sagostigen
Sagostigen är en naturstig med nöjespark utanför Malmköping i Södermanland, beläget vid Hälleforsnäs-avfarten av riksväg 53 mellan Nyköping och Eskilstuna i Bäckåsen. Det riktar sig till barn i åldrarna 2-12 år. Längs naturstigen, som grundades 1966, finns både röda stugor och sagoslott som illustruerar kända folksagor.  
Sagostigen har också en egen Saga, Tummahålet, som handlar om hur Grannas Britta hjälper trollen att få vatten när torkan slagit till en sommar. Sagan är uppkallad efter den flicka som bodde på gården besökare kör igenom på väg till Sagostigen.  
I anslutning till stigen finns även ett lekområde (nöjesparken) med kafé, hoppslott, dressinbana, lekstuga & karuseller.  
Utöver entréavgiften erbjuds några aktiviteter till en extra peng, de aktiviteterna är: eldrivna leksaksbilar, eldrivna grävmaskiner, ponnyridning & teater. 
Ponnyridningen har öppet under sommarlovet. Sedan många år tillbaka har teater erbjudits under somrarna på Sagostigen.  Tant Rita Prick  spelar Sagan om Pannkakan 2017.